# Raskuporis Cove
Die Raskuporis Cove (englisch; bulgarisch залив Раскупорис saliw Raskuporis) ist eine 1,77 km breite und 0,7 km lange Bucht an der Südküste der Byers-Halbinsel im äußersten Westen der Livingston-Insel im Archipel der Südlichen Shetlandinseln. Sie liegt zwischen dem Sevar Point im Osten und dem Devils Point im Westen. Über die Hell Gates besteht eine Verbindung nach Nordwesten zur Osogovo Bay.
Britische Wissenschaftler kartierten sie 1968, spanische 1992 und bulgarische 2005 sowie 2009. Die bulgarische Kommission für Antarktische Geographische Namen benannte sie 2006 nach Raskuporis, König der Thraker von 48 v. Chr. bis 42 v. Chr.